# 元首 (馬來語)
元首是馬來語中對國家元首的稱謂，汶萊、新加坡和沙巴元首曾在不同時期使用過這個頭銜。

## 新加坡
1959年，新加坡成立自治邦，新加坡總督身為英國君主代表，曾經使用過的稱號。1963年，新加坡成為馬來西亞的第14個州，新加坡元首成為馬來西亞最高元首代表，由最高元首委任。1965年8月9日，新加坡脫離馬來西亞，獨立建國；同年12月22日修憲，新加坡元首改稱為「總統」。
曾經使用過「新加坡元首」稱號的領袖包括：
- 顧德爵士－1959年6月3日至1959年12月3日，前稱「新加坡總督」[1]
- 敦尤索夫·伊薩－1959年12月3日至1965年8月9日，後稱「新加坡總統」[1]

## 
在汶萊，汶萊蘇丹的正式頭銜是「汶萊蘇丹暨元首陛下」（Kebawah Duli Yang Maha Mulia Paduka Sri Baginda Sultan dan Yang di-Pertuan Negara Brunei Darussalam）。

## 沙巴
在馬來西亞沙巴，沙巴元首曾於1963－76年使用過的稱號，之後改稱為「州元首」（Yang di-Pertua Negeri）。

## 另見
- 最高元首（Yang di-Pertuan Agong），馬來西亞國家元首的稱號
- 元首，馬來西亞世襲君主的稱號
- 嚴端，森美蘭最高統治者的稱號
- 州元首，砂拉越、檳城、馬六甲、沙巴元首的稱號